# Inara Luigas
Inara Luigas (Verh-Krasznojarka, 1959. január 13. –) észtországi szetu politikus, parlamenti képviselő.

## Életútja
1978-ban érettségizett a väimelai Mezőgazdasági Technikumban. 1990-ben az Észt Mezőgazdasági Akadémián állattenyésztés szakon, majd 1996-ban az Észt Gazdasági Menedzserek Intézetében menedzsment szakon diplomázott.
1978 és 1980 között a Veriorai Állami Gazdaságban, 1980 és 1993 között a Võhandu Állami Gazdaságban dolgozott állatorvosként, majd tenyésztechnikusként. 1993 és 2004 között Mikitamäe polgármestere volt. 1997-ben lett az Észt Centrumpárt tagja. A 2006-os választásokon a 10., majd a következő választásokon a 11., 12. és 13. ciklusra a Riigikogu tagjává választották. 2013-ban csatlakozott a Szociáldemokrata Párthoz. 2015–16-ban a párt főtitkára volt.
A szetuk aktivistájaként többször beszélt a szetu kérdésekről, és népszerűsítette a szetu szokásokat. 2002-ben szetu szakácskönyvet adott ki.

## Díjai, elismerései
- A Szetu Királyság vezetője (2001)[7]
- Az év anyja (2002)[7]

## Fordítás
- Ez a szócikk részben vagy egészben  az   Inara Luigas című észt Wikipédia-szócikk ezen változatának fordításán alapul.  Az eredeti cikk szerkesztőit annak laptörténete sorolja fel. Ez a jelzés csupán a megfogalmazás eredetét és a szerzői jogokat jelzi, nem szolgál a cikkben szereplő információk forrásmegjelöléseként.
- Ez a szócikk részben vagy egészben  az   Inara Luigas című lengyel Wikipédia-szócikk ezen változatának fordításán alapul.  Az eredeti cikk szerkesztőit annak laptörténete sorolja fel. Ez a jelzés csupán a megfogalmazás eredetét és a szerzői jogokat jelzi, nem szolgál a cikkben szereplő információk forrásmegjelöléseként.